# Granodiorita
La granodiorita (de «grano» y de «diorita») es una roca ígnea plutónica con textura fanerítica parecida al granito. Está principalmente constituida por cuarzo ( >20% ) y feldespatos, pero contrariamente al granito, contiene más plagioclasas que ortosa. Los minerales secundarios son la biotita, el anfíbol y el piroxeno.
- Granodiorita derivando de granitos (o de las monzonitas) por aumento de las  plagioclasas; minerales negros[1] poco abundantes.
- Granodiorita derivando de las dioritas o gabros, por aumento de la cantidad de cuarzo; minerales negros hasta 40%.

La famosa piedra de Rosetta es de granodiorita.

## Características
Según el diagrama QAPF, la granodiorita tiene más del 20% de cuarzo, y entre el 65% y el 90% del feldespato es plagioclasa. Una mayor proporción de plagioclasa correspondería a la tonalita.
La granodiorita tiene una composición entre félsica e intermedia. Es el equivalente ígneo intrusivo de la dacita (ígnea extrusiva). Contiene una gran cantidad de plagioclasa rica en sodio (Na) y calcio (Ca), feldespato potásico, cuarzo y cantidades menores de mica moscovita como componentes minerales de color más claro. La biotita y los anfíboles, a menudo en forma de hornblenda, son más abundantes en la granodiorita que en el granito, lo que le da un aspecto bicolor más evidente o una tonalidad general más oscura. La mica puede presentarse en cristales hexagonales bien formados, y la hornblenda puede aparecer como cristales aciculares (en forma de aguja). También pueden estar presentes cantidades menores de minerales del grupo de los óxidos, como la magnetita, la ilmenita y la ulvita, así como algunos del grupo de los sulfuros.